# Eriospermum citrinum
Eriospermum citrinum är en sparrisväxtart som beskrevs av Pauline Lesley Perry. Eriospermum citrinum ingår i släktet Eriospermum och familjen sparrisväxter. IUCN kategoriserar arten globalt som livskraftig. Inga underarter finns listade i Catalogue of Life.